# Астрономічна обсерваторія Островик
Обсерватрорія Островик, або Північна спостережна станція Астрономічної обсерваторії Варшавського університету — астрономічна обсерваторія в Польщі, розташована в Островику біля Отвоцька. Обсерваторія оснащена 60-сантиметровим телескопом Кассегрена фірми Carl Zeiss, що використовується для навчання студентів і для наукових досліджень.

## Історія
Територія, де розташована обсерваторія, раніше була поміщицьким маєтком, а згодом радгоспом. Будинки на території радгоспу були зруйновані під час Німецько-радянської війни.
23 березня 1948 року комісія Варшавського університету зайняла ділянку для будівництва обсерваторії. У липні наступного року інвентар (2 залізничні вагони та 2 вантажівки) було перевезено до Островика з тимчасового повоєнного місця дислокації варшавських астрономів у Пшегожалі (околиці Кракова). Станцію в Пшерегожалі остаточно закрив Ян Ґадомський у липні 1950 року.
Офіційно обсерваторія в Островику працює з 1952 року. 60-см телескоп був введений в експлуатацію 3 жовтня 1973 року. Влітку 1987 року був запущений двоканальний фотометр. У липні 1991 року була встановлена перша в Польщі ПЗС-камера, а в наступному році вона стала доступною для науковців з інших центрів як для особистих спостережень, так спостережень на замовлення. З липня 1995 року з Островиком взаємодіє Лабораторія комет і метеорів — тоді був проведений перший Астрономічний табір Лабораторії комет і метеорів.
У листопаді 2002 року співробітники Лабораторії комет і метеорів провели перші спостереження метеорів за допомогою відеокамер. Спостереження метеорів за допомогою постійних відеокамер (і спеціальних камер) проводяться з лютого 2004 року, коли було створено Польської болідової мережі.

## Дослідження
60-сантиметровий телескоп Carl Zeiss, в основному, використовується студентами в навчальних цілях. Також проводиться науково-дослідна робота з фотометрії змінних зір.
Також з обсерваторії проводяться спостереження метеорів в рамках Польської мережі моніторингу болідів. Цим проєктом займається студентське наукове товариство астрономів Варшавського університету.

## Популяризація науки
Обсерваторія Островик активно займається популяризацією астрономії. З 2021 року в обсерваторії є модель Сонячної системи, у якій відстань між Сонцем і Нептуном становить близько 500 м. Для демонстрації неба використовується 25-см рефрактор, який до війни містився в обсерваторії на горі Піп Іван на нинішній території України. Екскурсійно-популяризаційні заходи проводяться лише для організованих шкільних груп і в рамках Фестивалю науки. Спільно з Національним дитячим фондом обсерваторія організовує майстер-класи та наукові стажування для талановитих старшокласників.

## Галерея

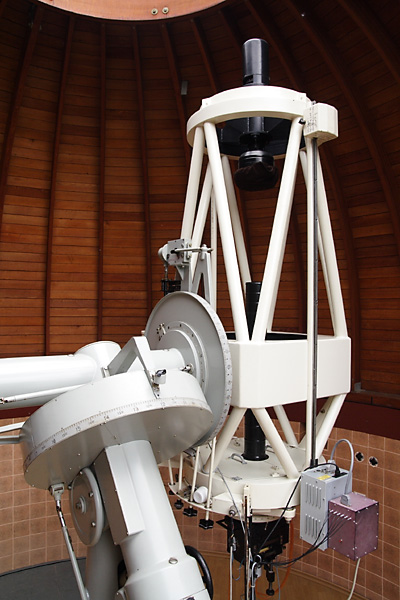
60-сантиметровий телескоп фірми Karl Zeiss
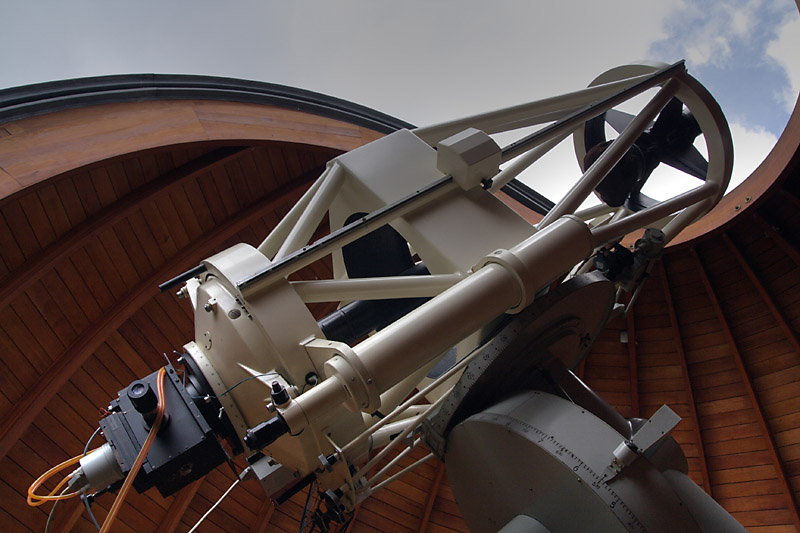
60-сантиметровий телескоп, інший ракурс
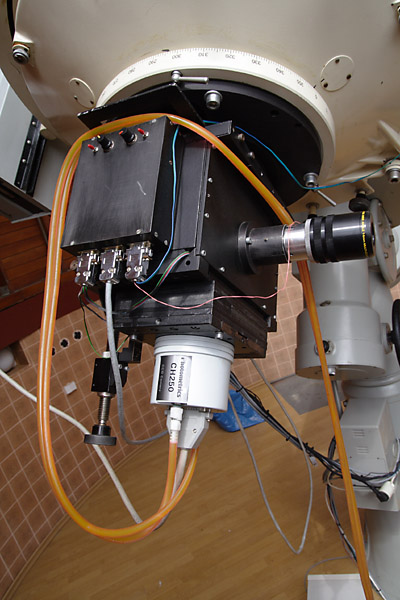
ПЗЗ-камера